# Honey, Honey
Honey Honey is een nummer van de Zweedse popgroep ABBA. Het nummer is terug te vinden op hun album Waterloo. Van dit album werd het, na het titelnummer, de tweede single die uitgebracht werd na het succes van de eerste waarmee de groep in 1974 het Eurovisiesongfestival had gewonnen.

## Achtergrond
Honey Honey werd geschreven door Björn Ulvaeus, Benny Andersson en Stig Anderson. De zang is van Agnetha Fältskog en Anni-Frid Lyngstad. Het nummer werd zowel in het Engels als het Zweeds opgenomen. Dit was het laatste nummer van ABBA waarmee dat gebeurde. De Zweedse versie is terug te vinden als B-kant op de Zweedse uitgave van de single Waterloo. 
In Engeland werd Honey honey uitgebracht met het nummer King Kong Song op de B-kant; in Nederland was Hasta mañana de B-kant.
Het is de laatste single waarvan ABBA geen muziekvideo heeft gemaakt. Er zijn wel opnamen bewaard gebleven van optredens, waar ze het nummer ten gehore gaven.

## Hitnotering
| Honey Honey in de Nederlandse Top 40 - binnen: 21 december 1974 | Honey Honey in de Nederlandse Top 40 - binnen: 21 december 1974 | Honey Honey in de Nederlandse Top 40 - binnen: 21 december 1974 | Honey Honey in de Nederlandse Top 40 - binnen: 21 december 1974 | Honey Honey in de Nederlandse Top 40 - binnen: 21 december 1974 | Honey Honey in de Nederlandse Top 40 - binnen: 21 december 1974 | Honey Honey in de Nederlandse Top 40 - binnen: 21 december 1974 | Honey Honey in de Nederlandse Top 40 - binnen: 21 december 1974 |
| Week                                                            | 1                                                               | 2                                                               | 3                                                               | 4                                                               | 5                                                               | 6                                                               |                                                                 |
| --------------------------------------------------------------- | --------------------------------------------------------------- | --------------------------------------------------------------- | --------------------------------------------------------------- | --------------------------------------------------------------- | --------------------------------------------------------------- | --------------------------------------------------------------- | --------------------------------------------------------------- |
| Nummer                                                          | 27                                                              | 16                                                              | 16                                                              | 25                                                              | 37                                                              | 39                                                              | uit                                                             |

| Honey Honey in de Nationale Hitparade - binnen: 21 december 1974 | Honey Honey in de Nationale Hitparade - binnen: 21 december 1974 | Honey Honey in de Nationale Hitparade - binnen: 21 december 1974 | Honey Honey in de Nationale Hitparade - binnen: 21 december 1974 | Honey Honey in de Nationale Hitparade - binnen: 21 december 1974 | Honey Honey in de Nationale Hitparade - binnen: 21 december 1974 |
| Week                                                             | 1                                                                | 2                                                                | 3                                                                | 4                                                                |                                                                  |
| ---------------------------------------------------------------- | ---------------------------------------------------------------- | ---------------------------------------------------------------- | ---------------------------------------------------------------- | ---------------------------------------------------------------- | ---------------------------------------------------------------- |
| Nummer                                                           | 25                                                               | 17                                                               | 17                                                               | 23                                                               | uit                                                              |

### Evergreen Top 1000
| Evergreen Top 1000 "Honey Honey" | Evergreen Top 1000 "Honey Honey" | Evergreen Top 1000 "Honey Honey" | Evergreen Top 1000 "Honey Honey" | Evergreen Top 1000 "Honey Honey" | Evergreen Top 1000 "Honey Honey" | Evergreen Top 1000 "Honey Honey" | Evergreen Top 1000 "Honey Honey" | Evergreen Top 1000 "Honey Honey" | Evergreen Top 1000 "Honey Honey" | Evergreen Top 1000 "Honey Honey" |
| Jaar                             | 2008                             | 2009                             | 2010                             | 2011                             | 2012                             | 2013                             | 2014                             | 2015                             | 2016                             | 2017                             |
| -------------------------------- | -------------------------------- | -------------------------------- | -------------------------------- | -------------------------------- | -------------------------------- | -------------------------------- | -------------------------------- | -------------------------------- | -------------------------------- | -------------------------------- |
| Positie                          | -                                | 631                              | 591                              | 582                              | 541                              | -                                | -                                | -                                | -                                | -                                |

### NPO Radio 2 Top 2000
| Nummer met noteringen in de NPO Radio 2 Top 2000 | '05  | '06-'08 | '09  | '10  | '11  |
| ------------------------------------------------ | ---- | ------- | ---- | ---- | ---- |
| Honey, Honey                                     | 1853 | -       | 1903 | 1664 | 1910 |

1. ↑  Een '-' betekent dat het nummer niet was genoteerd en een vetgedrukt getal geeft de hoogste notering aan.
2. ↑  2005 was het eerste jaar met een notering voor dit nummer.
3. ↑  Deze tabel is bijgewerkt tot en met de laatste editie (2024).

### JOE FM Hitarchief 2000
| "Honey Honey" | "Honey Honey" | "Honey Honey" | "Honey Honey" | "Honey Honey" | "Honey Honey" | "Honey Honey" | "Honey Honey" | "Honey Honey" | "Honey Honey" | "Honey Honey" | "Honey Honey" | "Honey Honey" | "Honey Honey" |
| ------------- | ------------- | ------------- | ------------- | ------------- | ------------- | ------------- | ------------- | ------------- | ------------- | ------------- | ------------- | ------------- | ------------- |
| Jaar          | 2009          | 2010          | 2011          | 2012          | 2013          | 2014          | 2015          | 2016          | 2017          | 2018          | 2019          | 2020          | 2021          |
| Positie       | -             | -             | -             | -             | 1976          | 1993          | 1969          | -             | -             | -             | 1918          | 1244          | 1270          |

## Trivia
- Het nummer wordt gebruikt in de musical Mamma Mia!, evenals in de verfilming hiervan. In deze verfilming wordt het nummer gezongen door Amanda Seyfried (als Sophie) met de actrices Ashley Lilley (als Ali) en Rachel McDowall (als Lisa) als achtergrondzang. Deze versie van Honey Honey werd uitgebracht als single van de filmsoundtrack. Hierbij behaalde het de 61ste plaats in de UK Singles Chart. Dit in tegenstelling tot het origineel, dat de hitlijsten in het Verenigd Koninkrijk niet wist te halen. Dit was het gevolg van de beslissing van ABBA's label Epic Records om in plaats van Honey Honey uit te brengen, een remix te maken met Ring Ring, en deze uit te brengen. De remix behaalde plaats 32, terwijl een coverversie van de act Sweet Dreams de top 10 haalde met Honey Honey.